# Anthony Gaggi
Anthony Frank Gaggi detto Nino (Manhattan, 7 agosto 1925 – Lewisburg, 17 aprile 1988) è stato un mafioso statunitense.
Fu un mafioso italo americano newyorkese affiliato alla famiglia Gambino.

## Biografia
Nato Antonino Gaggi, suo padre, Angelo, era un barbiere proveniente da Palermo, e sua madre, Mary, una sarta. Era il più giovane di tre fratelli. Aveva un fratello, "Roy", e una sorella, Marie.
A 14 anni, lascia la scuola per lavorare con il padre. Per guadagnare qualche extra, consegna fiori a domicilio e inizia a prestare denaro ai giocatori d'azzardo. A 17 anni tenta di arruolarsi nell'esercito americano, ma viene scartato per la sua miopia. Si trasferisce nel New Jersey ma, nel 1943, torna a New York e si stabilisce a Bath Beach. In quegli anni, inizia a lavorare con Frank Scalice, mafioso appartenente ai Gambino e cugino di suo padre.
Nel 1954, viene arrestato con l'accusa di essere coinvolto in un grosso giro illegale di furti di automobili, ma viene assolto nel 1956. In quegli anni si sposa e ha un figlio.
Nel 1960, si ritiene abbia ucciso Vincent Squillante, il cui corpo non è stato mai ritrovato, per vendicare la morte di Frank Scalice, ucciso da Squillante nel 1957. Dopo questo omicidio, diventa un affiliato della famiglia Gambino a tutti gli effetti. Alcuni anni dopo, inizia la collaborazione con Roy De Meo nelle estorsioni, nei furti di automobili, e nella pirateria pornografica. Inizia la lunga catena di omicidi della DeMeo Crew, alcuni dei quali commissionati da Gaggi. Nel 1977, Gaggi convince il boss Paul Castellano ad ammettere De Meo nella famiglia. 
Nel 1979, Gaggi e De Meo, autorizzati dal capo della famiglia Gambino Paul Castellano, uccidono Jimmy Eppolito e suo figlio, Jim, anche loro membri della famiglia. per questo delitto Gaggi viene arrestato e rilasciato nel 1981.
Nel 1983, dopo la morte di De Meo, Dominick Montiglio, nipote di Gaggi, inizia a collaborare con la giustizia, e numerosi membri della famiglia Gambino vengono arrestati, tra di essi Nino Gaggi, che, condannato, nel 1988 muore di attacco cardiaco, mentre scontava la sua pena al Lewisburg Federal Penitentiary.